# 上海先進半導體
上海先進半導體製造股份有限公司，簡稱上海先進半導體製造股份，以及上海先進半導體（英語：Advanced Semiconductor Manufacturing Corporation Limited，港交所除牌前3355.HK），於1988年由皇家荷蘭飛利浦和上海無線電七廠組成，前身為「上海飛利浦半導體公司」。
董事長為陳建明博士，首席執行官為王慶宇博士。業務在中國大陸經營生產和銷售各種半导体，控股公司為恩智浦半導體。總部位於上海市虹漕路385号，邮政编码：200233。
該公司股份在2006年4月7日於港交所主板上市。招股價為1.85港元，全球發行為406,662,000股H股，集資額為7.52億港元。2015年10月，比亚迪与上海先进半导体达成了战略合作，以利用后者的半导体制造技术。
2018年10月30日，上海先進半導體製造，被母公司上海積塔半導體有限公司（中国电子信息产业集团有限公司旗下公司）以1.33港元私有化，涉資金額為17.15億港元，原因和外國先進仍有一段距離，因此需要進行重組合併。
2019年1月11日，上海先進半導體股東大會通過私有化後，撤銷上市日期為2019年1月25日。

## 連結
- asmcs.com（页面存档备份，存于）